# Возняк Анастасія Романівна
Возняк Анастасія Романівна (нар. 9 грудня 1998, Львів) — українська спортсменка, художня гімнастка. Майстер спорту міжнародного класу. Призер Європейських ігр, чемпіонату світу та Європи, учасниця літніх Олімпійських ігор 2016 року в Ріо-де-Жанейро — 7 місце у груповому багатоборстві.

## Кар'єра
Анастасія займалася в секції художньої гімнастики у Львові в групі Олени Вікторівни Єресько. З січня 2012 року тренувалася в Києві у «Школі Дерюгіних», з 2013 року була членом збірної України (серед юніорів), з середини 2014 року — член першого складу команди групових вправ України.

### 2015
- І Європейські ігри. Баку. Вправа з 5 стрічками [6]
- І Європейські ігри. Баку. Вправа з 3 обручами та 4 булавами [7]

### 2018
- Чемпіонат Європи. Гвадалахара. Команда
- Чемпіонат Європи. Гвадалахара. Вправа з 5 булавами [8]
- Чемпіонат світу. Софія. Вправа з 3 м'ячами та 2 скакалками [9]

### 2019
- ІІ Європейські ігри. Мінськ. Вправа з 3 обручами та 4 булавами [10]
- Універсіада. Неаполь. Командна першість
- Універсіада. Неаполь. Вправа з 5 м'ячами
- Універсіада. Неаполь. Вправа з 3 обручами та 4 булавами [11]

На чемпіонаті світу разом Валерією Юзьвяк, Марією Височанською, Діаною Мижерицькою та Аліною Бихно посіла дев'яте місце в груповій першості, що дозволило здобути олімпійську ліцензію на Олімпійські ігри в Токіо.

### 2020
Через скасування Олімпійських ігор в Токіо у 2020 року вирішила завершити кар'єру, але через три місяці повернулась до збірної для участі в домашньому чемпіонаті Європи в Києві та Олімпійських іграх в Токіо у 2021 році.
На чемпіонаті Європи, що проходив у Києві, разом з Марією Височанською, Валерією Юзьвяк, Маріолою Боднарчук та Діаною Баєвою виграла вправу з п'ятьма м'ячами, срібло у вправі з трьома обручами та чотирма булавами та бронзу у груповому багатоборстві, а разом з юніорками Поліною Карікою, Каріною Сидорак та Меланією Тур здобули перемогу у командному заліку.

### 2021
22 вересня повідомила про завершення спортивної кар'єри.

## Результати на турнірах
| Рік  | Змагання                          | Команда | ГП | 5 м'ячів  | 3 обручі+4 булави |
| ---- | --------------------------------- | ------- | -- | --------- | ----------------- |
| 2019 | Чемпіонат світу                   |         | 9  | 8         |                   |
| 2020 | Гран-прі. «Кубок Дерюгіної». Київ |         | 1  | 1         | 1                 |
| 2020 | Чемпіонат України                 |         | 1  |           |                   |
| 2020 | Чемпіонат Європи                  | 1       | 3  | 1         | 2                 |
| 2021 | Кубок України. Дніпро             |         | 1  | 1         | 1                 |
| 2021 | Кубок світу. Ташкент              |         | 6  | 5         | 5                 |
| 2021 | Кубок світу. Баку                 |         | 5  | 7         | 4                 |
| 2021 | Чемпіонат України                 |         | 1  |           |                   |
| 2021 | Кубок світу. Пезаро               |         | 7  | 6         | 7                 |
| 2021 | Чемпіонат Європи                  |         | 6  | 7         | 6                 |
| 2021 | Гран-прі. Тель-Авів               |         | 2  | 2         | 2                 |
|      |                                   | Команда | ГП | 5 обручів | 3 стрічки+2 м'яча |
| 2022 | Чемпіонат Європи                  | 8       | 10 | 6         |                   |
| 2022 | Чемпіонат світу                   | 4       | 12 |           |                   |
| 2023 | Гран-прі. Miss Valentine          |         | 1  | 1         | 1                 |
| 2023 | Гран-прі. Марбелья                |         | 2  | 2         | 2                 |
| 2023 | Кубок світу. Афіни                |         | 5  | 4         | 8                 |
| 2023 | Кубок світу. Баку                 |         | 4  | 3         | 7                 |
| 2023 | Чемпіонат Європи                  | 2       | 4  |           |                   |

## Державні нагороди
- Орден княгині Ольги III ст. (15 липня 2019) —За досягнення високих спортивних результатів ІІ Європейських іграх у Мінську (Білорусь), виявлені самовідданість та волю до перемоги, піднесення міжнародного авторитету України[19]
- Медаль «За працю і звитягу» (8 березня 2021) — за значний особистий внесок у соціально-економічний, науково-технічний, культурно-освітній розвиток Української держави, зразкове виконання службового обов'язку та багаторічну сумлінну працю[20]